# Стриженов, Александр Олегович
Алекса́ндр Оле́гович Стриже́нов (род. 6 июня 1969, Москва) — советский и российский актёр, кинорежиссёр, сценарист, продюсер, телеведущий.

## Биография
Родился 6 июня 1969 года в Москве, в семье актёров Олега и Любови Стриженовых (в девичестве — Лифенцовой, по первому мужу — Земляникиной).
В 1990 году окончил Школу-студию МХАТ (мастерская А. А. Калягина).
В 1989—1991 годах работал в московском театре «Школа современной пьесы».
С 1991 года — актёр театра Антона Чехова.
Принято считать,[кем?] что актёрский дебют Александра Стриженова состоялся в 1984 году в фильме «Лидер», однако ещё раньше он выходил на сцену МХАТ в детских ролях; снялся в телеспектаклях «Уходя, оглянись…» (1976), «Несколько капель» (1982).
Работает на телевидении. В 1995 году вёл программу «Кинематограф». 
С января 1997 по август 2005 года вместе с супругой был ведущим программ «Доброе утро» и «Добрый день» (Дирекция утреннего телеканала ОРТ / ОАО «Первый канал»). Принимает участие в жюри фестиваля «Голосящий КиВиН». 
С 21 марта 2016 по 17 июля 2018 года вёл программу «Звезда на „Звезде“» на телеканале «Звезда» поочерёдно с Леонидом Якубовичем.
С 5 мая 2017 по 4 августа 2018 года был ведущим программы «Десять фотографий» на телеканале «Звезда».
С 7 ноября 2019 по 10 декабря 2022 года вёл программу «Легенды телевидения» на телеканале «Звезда».

## Личная жизнь
Отец — Олег Стриженов (1929—2025), актёр, народный артист СССР (1988). Мать Любовь Стриженова (1940—2024), актриса, народная артистка РФ (1997). Сестра — Елена Земляникина (1958—2025), актриса, 14 мая погибла в ДТП, её сбил мотоциклист на пешеходном переходе.
Жена (с 1987 года) — Екатерина Стриженова (род. 20.03.1968), актриса, телеведущая.
Дочери: Анастасия (род. 13.04.1988) и Александра (род. 19.12.2000).

## Фильмография

### Актёр
- 1976 — Уходя, оглянись… (телеспектакль)
- 1982 — Несколько капель (телеспектакль)
- 1984 — Лидер — Олег Хохлов
- 1987 — Пощёчина, которой не было
- 1990 — Захочу — полюблю — Володя
- 1991 — Милый Эп — комсорг класса Василий Забровский — «Забор»
- 1991 — Снайпер — Тимотео
- 1992 — Ребёнок к ноябрю — моряк
- 1993 — Ка-ка-ду
- 1994 — Сотворение Адама — Олег
- 1994 — Господа артисты — Иван
- 2005 — Статский советник — Великий князь Симеон Александрович
- 2007 — Любовь-морковь — адвокат Пётр Аристархов
- 2008 — Юленька — следователь Борин
- 2009 — Кошечка (новелла «Брак по расчёту») — Виктор Комаровский
- 2009 — Моя безумная семья! — режиссёр рекламного ролика
- 2010 — Самка — Ваня — снежный человек
- 2012 — Самоубийцы — милиционер
- 2012 — Соловей-Разбойник — Андрей Петрович Серенатов, генерал полиции
- 2012 — Собачья работа — Валерий Самарский, олигарх
- 2013 — Кукушечка — Виктор Андреевич Опоясов
- 2014 — Тайна четырёх принцесс — генерал
- 2016 — Пьяная фирма — Василий Апельсинов
- 2018 — Русский Бес — отец Григорий
- 2020 — Мёртвые души — Алексей Иванович, начальник УВД

### Режиссёр
- 2002 — Упасть вверх
- 2005 — От 180 и выше
- 2007 — Любовь-морковь
- 2009 — Юленька
- 2014 — Дедушка моей мечты

### Сценарист
- 2005 — От 180 и выше
- 2007 — Любовь-морковь

### Клипы
- 2009 — Для неё (Зара)

## Награды
- Национальная премия «Имперская культура» имени Эдуарда Володина (2016 год), номинация «Драматургия» — за программы "Звезда на «Звезде» и «Десять фотографий».